# دیوشویسلو
دیوشویسلو (به مجاری:  Diósviszló) یک منطقهٔ مسکونی در مجارستان است که در ناحیه شیکلوش واقع شده‌است.